# Bohdan Masztaler
Bohdan Mieczysław Masztaler  est un footballeur polonais né le 19 septembre 1949 à Ostróda. Il évoluait au poste de milieu de terrain, principalement au Gwardia Varsovie, au Wiener Sport-Club, et en équipe de Pologne.

## Biographie

### En club
Avec le club du Gwardia Varsovie, il dispute 140 matchs en première division polonaise, inscrivant 19 buts. Il réalise sa meilleure performance lors de la saison 1973-1974, où il inscrit 7 buts.
Il joue également 84 matchs en première division autrichienne avec le Wiener Sport-Club, inscrivant 3 buts, ainsi que 3 matchs en deuxième division allemande avec l'équipe du Werder Brême.
Il se classe troisième du championnat de Pologne en 1973 avec le Gwardia Varsovie, et se voit sacré champion de deuxième division allemande (Groupe Nord) en 1984 avec le Werder.

### En équipe nationale
International polonais, il reçoit 22 sélections et inscrit 2 buts en équipe de Pologne entre 1970 et 1978.
Il joue son premier match en équipe nationale le 25 octobre 1970, en amical contre Tchécoslovaquie (match nul -2-2 à Prague). 
Il inscrit son premier but le 13 mai 1973, en amical contre la Yougoslavie (match nul 2-2). Son second but est inscrit le 21 septembre 1977, contre le Danemark, dans le cadre des éliminatoires du mondial 1978 (victoire 4-1).
Il fait partie du groupe polonais qui atteint le second tour de la Coupe du monde 1978. Lors du mondial organisé en Argentine, il joue 4 matchs : contre la RFA, le Mexique, l'Argentine et enfin le Pérou.
Son dernier match en équipe nationale a lieu le 6 septembre 1978 contre l'Islande, dans le cadre des éliminatoires de l'Euro 1980 (victoire 0-2 à Reykjavik).

## Carrière

### Joueur
- 1967-1974 :  Gwardia Varsovie
- 1974-1977 :  Odra Opole
- 1977-1978 :  ŁKS Łódź
- 1978-1980 :  Gwardia Varsovie
- 1980-1981 :  Werder Brême
- 1981-1984 :  Wiener Sport-Club
- 1984-1989 :  SC Zwettl
- 1989 :  FC St. Veit
- 1990-1991 :  SV Waidhofen an der Thaya

### Entraîneur
- 1996-1998 :  SV Stockerau
- 1999 :  SKN Sankt Pölten